# Grünwalder Forst
Grünwalder Forst är ett kommunfritt område i Landkreis München i Regierungsbezirk Oberbayern i förbundslandet Bayern i Tyskland.